# Diethylethoxymethylenmalonat
Diethylethoxymethylenmalonat (DEEMM) ist ein Enolether, der durch Claisen-Kondensation von Malonsäurediethylester mit Orthoameisensäuretriethylester in Gegenwart saurer Katalysatoren entsteht. Die Verbindung ist ein wichtiger Ausgangsstoff für polyfunktionelle Molekülbausteine, wie z. B. zur Darstellung des Monomers Diethylmethylenmalonat, insbesondere aber von therapeutisch relevanten Chinolinderivaten durch die Gould-Jacobs-Reaktion. Ferner dient DEEMM zur Derivatisierung von Aminosäuren und Aminoglykosiden.

## Vorkommen und Darstellung
Die Darstellung von Diethylethoxymethylenmalonat wurde 1893 von Ludwig Claisen beschrieben, der Diethylmalonat mit Triethylorthoformiat in Gegenwart von Acetanhydrid und Zinkchlorid ZnCl2 durch mehrstündiges Erhitzen zur Reaktion brachte.
Formal verläuft die Reaktion unter Abspaltung von 2 Mol Ethanol, der von Acetanhydrid abgefangen wird. Jedoch erfolgt zunächst die Umsetzung von Triethylorthoformiat mit (überschüssigem) Acetanhydrid zu Essigsäurediethoxymethylester (Diethoxymethylacetat, (A)), der mit Diethylmalonat unter Bildung von Diethyldiethoxymethylmalonat (B) reagiert, das anschließend unter Abspaltung von Ethanol das Produkt Diethylethoxymethylenmalonat (C) liefert.
Die (moderate) Ausbeute an reinem Endprodukt (C) hängt stark von der vollständigen Pyrolyse der Zwischenstufe (B) bei T> 140 °C und der Vermeidung der Bildung fester Kondensationsprodukte bei der Reindestillation ab.
In einem im Jahre 1989 angemeldeten Patent wird die Bildung von DEEMM in einer Prozessvariante unter Verwendung eines säureaktivierten Montmorillonit-Katalysators mit fast quantitativer Ausbeute (95,1 %) beschrieben.

## Eigenschaften
Diethylethoxymethylenmalonat ist eine klare und farblose bis schwach gelbliche Flüssigkeit, die sich in Wasser praktisch nicht löst, aber in Ethanol und Diethylether löslich ist. DEEMM kann durch fraktionierte Vakuumdestillation gereinigt werden.

## Anwendungen
Das reaktive Monomer Diethylmethylenmalonat (3377-20-6) wird bei katalytischer Hydrierung von DEEMM und anschließender Pyrolyse bei ca. 200 °C unter Abspaltung von Ethanol in Rohausbeuten bis 94 % erhalten.
Das strukturell einfache, aber nur mit unbefriedigenden Ausbeuten (4 bis 17 %) zugängliche Polyol Trimethylolmethan kann nach einer neueren Patentschrift aus DEEMM in Ausbeuten von ca. 65 % erhalten werden.
In einer Eintopfreaktion in Wasser ohne Katalysatorzusatz entsteht in guter Ausbeute durch Cyclotrimerisierung einer Aldehydzwischenstufe der Triethylester der Trimesinsäure und daraus durch Hydrolyse die freie Säure.
An die elektronenarme Doppelbindung des Diethylethoxymethylenmalonats lassen sich leicht Nukleophile, wie z. B. Alkohole, Phenole, Thiole, Amine usw. addieren. Die nukleophile Addition von Aminen lässt sich für die Derivatisierung von Aminosäuren für HPLC oder zur Einführung der Methylenmalonatfunktion als reversible Schutzgruppe nutzen.
In ähnlicher Weise kann die Aminogruppe von Aminoglycosiden mit DEEMM vor der O-Acylierung geschützt und mit Chlor Cl2 in Chloroform CHCl3 entschützt werden.
Das wichtigste Anwendungsgebiet für Diethylethoxymethylenmalonat ist die Gould-Jacobs-Reaktion, bei der in drei Prozessschritten (Addition-Eliminierung-Cyclisierung) substituierte Chinoline, sowie verwandte N-Heterocyclen gebildet werden können. Eine Schlüsselverbindung ist das in hoher Ausbeute zugängliche 7-Chlor-4-hydroxychinolin.
Größere Bedeutung haben insbesondere die von Nalidixinsäure abgeleiteten Chinolon-Antibiotika und die daraus entwickelten Fluorchinolone, sowie die in der Malariatherapie eingesetzten Wirkstoffe vom Typ des Chloroquins – aus 7-Chlor-4-hydroxychinolin und 2-Amino-5-diaminopentan (Novoldiamin).